# Nevraphes angulatus
Nevraphes angulatus är en skalbaggsart som först beskrevs av Müller och Kunze 1822.  Nevraphes angulatus ingår i släktet Nevraphes, och familjen glattbaggar. Arten är reproducerande i Sverige.